# إيفان كرايغ
إيفان كرايغ (بالإنجليزية: Ivan Craig)‏ هو ممثل بريطاني (وحمل سابقاً جنسية المملكة المتحدة لبريطانيا العظمى وأيرلندا)، ولد في 22 فبراير 1912 في المملكة المتحدة، وتوفي بنفس المكان في 7 مارس 1995.

## وصلات خارجية
- إيفان كرايغ على موقع IMDb (الإنجليزية)